# Ерік Готтманн
Ерік Готтманн (нім. Eric Hottmann, нар. 8 лютого 2000, Аален, Німеччина) — німецький футболіст, нападник клубу «Ян Регенсбург».

## Ігрова кар'єра

### Клубна
Ерік Готтманн є вихованцем клубної академії «Штутгарта», де він почав займатися у 2012 році. Перед сезоном 2018/19 нападника було переведено до другого складу «Штутгарта», з яким він дійшов до фіналу Молодіжної Бундесліги сезону 2018/19. Сезон 2019/20 Готтманн провів в оренді в клубі Ліги 3 «Зонненгоф Гросашпах». Перед сезоном 2020/21 футболіст повернувся до «Штутгарта».
Сезон 2021/22 Готтманн починав у клубі Третьої ліги «Тюркгюджю Мюнхен» але в січні 2022 року клуб змушений був припинити свою діяльність через банкрутство, а сам Готтманн перейшов до клубу Регіональної ліги «Енергі» (Котбус).
Влітку 2023 року футболіст перейшов до іншого клубу Третьої ліги «Ян Регенсбург». У 2025 році контракт гравця з клубом добіг кінця але сам нападник підписав нову угоду до 2027 року.

### Збірна
У 2017 році в складі юнацької збірної Німеччини (U-17) Ерік Готтманн брав участь у юнацькому чемпіонаті Європи в Хорватії.